# محمد أشرف البحاري
محمد أشرف البحاري (بالإنجليزية: Muhammad Ashraf Bukhari)‏ هو إداري هندي، ولد في 20 مارس 1956.